# Macaduma sordidescens
Macaduma sordidescens är en fjärilsart som beskrevs av Rothschild 1916. Macaduma sordidescens ingår i släktet Macaduma och familjen björnspinnare. Inga underarter finns listade i Catalogue of Life.